# Labio (artrópodos)

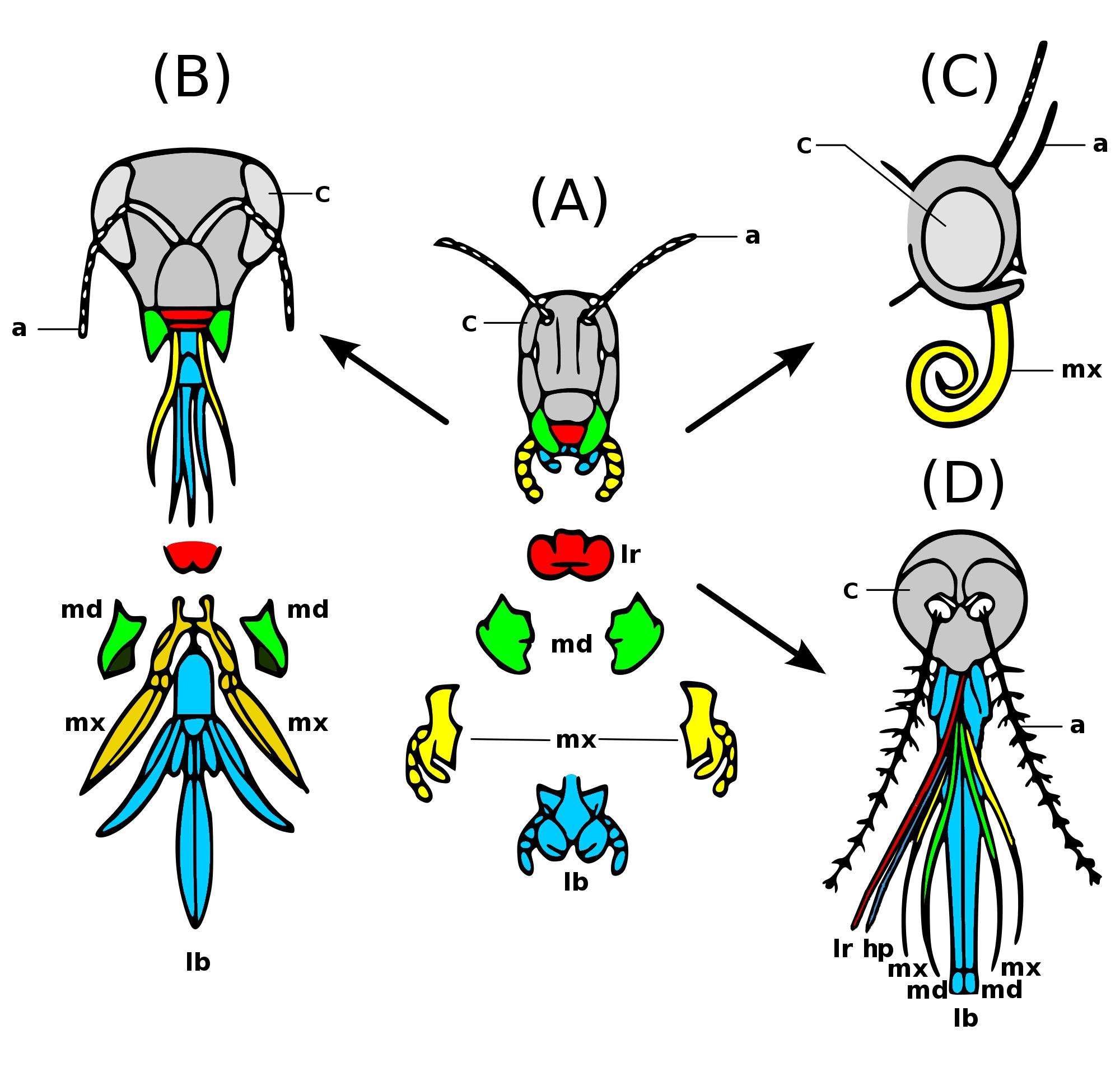
Labio (lb) en color azul.

El labio, labio inferior o labium es la más posterior de las piezas bucales de los insectos y algunos miriápodos (sínfilos). Se sitúa tras las maxilas y representa el suelo de la boca. Usualmente lleva un par de pequeños apéndices llamados palpos labiales. Generalmente es de forma cuadrangular, pero en algunas especies está modificado para otras funciones y su forma varía según estas. Por ejemplo, en las ninfas de Odonata sirve para atrapar presas, en las abejas es alargado, en forma de tubo y puede lamer néctar u otros líquidos.
El labio es una pieza impar resultado de la fusión de dos apéndices, el segundo par de maxilas. Comprende las siguientes partes:
- Mentum. Parte basal que conecta el labio con la cápsula cefálica.
- Hipofaringe. Parte dorsal.
- Paraglosas. Parte apical.
- Palpos labiales. Proyecciones laterales formadas por varios artejos.